# كانيس جلوبو
كانيس جلوبو (بالبرتغالية: Globosat‏) كانت خدمة محتوى تلفزيوني مدفوع برازيلية، وهي جزء من مجموعة جلوبو.